# Mahafalymydas tuckeri
Mahafalymydas tuckeri är en tvåvingeart som beskrevs av Kondratieff, Carr och Irwin 2005. Mahafalymydas tuckeri ingår i släktet Mahafalymydas och familjen Mydidae.
Artens utbredningsområde är Madagaskar. Inga underarter finns listade i Catalogue of Life.